# Azaleodes fuscipes
Azaleodes fuscipes is een vlinder uit de familie van de Palaephatidae. De wetenschappelijke naam van de soort is voor het eerst geldig gepubliceerd in 1987 door Nielsen.